# Zuidveld (Midden-Drenthe)
 Zuidveld  (Drents: Zuudveld) is een buurtschap in de gemeente Midden-Drenthe, in de Nederlandse provincie Drenthe. De buurtschap is gelegen aan het Oranjekanaal bij de kruising met de provinciale weg N374.
De buurtschap heeft een eigen postcode en wordt soms als een eigen dorp gezien. Het wordt echter vaak gerekend onder het dorp Elp, waarvan het ten zuiden is gelegen. Het heeft ook witte (buurtschap)borden in plaats van blauwe borden.
Zuidveld is als plaats in de 20ste eeuw ontstaan. In 2010 had het 80 inwoners. In 2013 waren dit er nog 65. Volgens het bevolkingsregister staat het aantal inwoners nu op 70. De buurtschap telt 28 woningen.

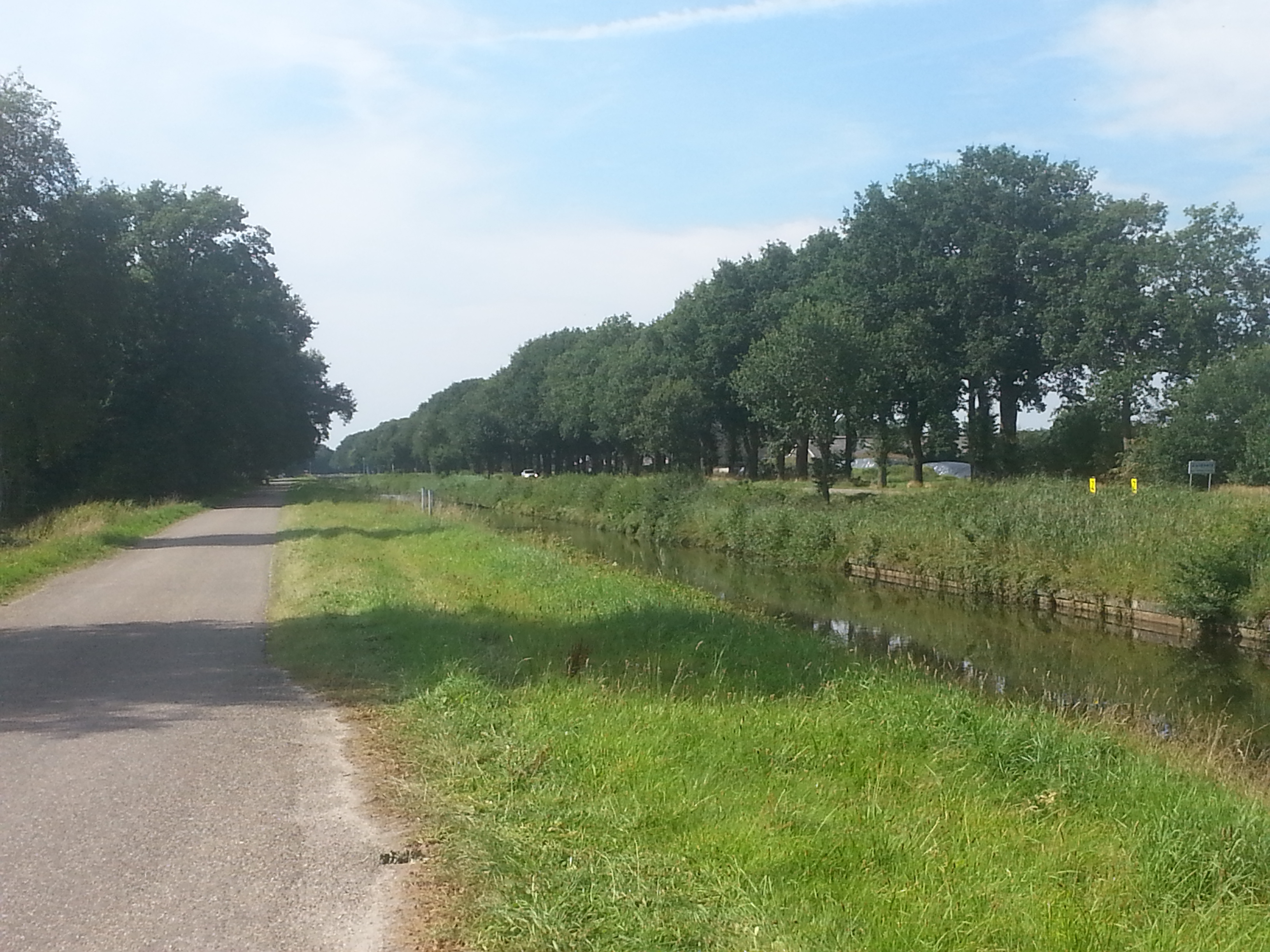
Zuidveld

Hoofdplaats: Beilen

Overige kernen: Alting · Balinge · Beilervaart · Bovensmilde · Brunsting · Bruntinge · De Polle · Drijber · Elp · Eursing · Eursinge · Garminge · Hijken · Hijkersmilde · Holthe · Hoogersmilde · Hooghalen · Klatering · Laaghalen · Laaghalerveen · Lieving · Lievingerveld · Makkum · Mantinge · Nieuw-Balinge · Norgervaart (deels) · Oosthalen · Oranje · Orvelte · Smalbroek · Rheeveld · Smilde · Spier · Terhorst · Westerbork · Wijster · Witteveen · Zuidveld · Zwiggelte

Drenthe: Steden en dorpen      Nederland: Provincies · Gemeenten